# On Top of Our Game
Albums de Dem Franchize Boyz
 Dem Franchize Boyz At The Point Of No Return
On Top Of Our Game est le second album du groupe Dem Franchize Boyz.

## Liste des morceaux
| #  | Titre                                  | Producteur(s) | Featurings(s)                    | Durée |
| -- | -------------------------------------- | ------------- | -------------------------------- | ----- |
| 1  | My Music                               |               | Bun B                            | 3:46  |
| 2  | I Think They Like Me (So So Def Remix) |               | Jermaine Dupri, Da Brat, Bow Wow | 4:42  |
| 3  | Ridin' Rims                            |               |                                  | 5:24  |
| 4  | Bricks 4 The High                      |               | Jim Jones & Damon Dash           | 4:55  |
| 5  | You Know What It Is                    |               |                                  | 3:58  |
| 6  | Lean Wit It, Rock Wit It               |               |                                  | 3:50  |
| 7  | Freaky As She Wanna Be                 |               | Trey Songz                       | 6:14  |
| 8  | Stop Callin' Me                        |               |                                  | 4:19  |
| 9  | Give Props                             |               |                                  | 4:53  |
| 10 | Suckas Come & Try Me                   |               |                                  | 4:26  |
| 11 | Don't Play With Me                     |               | Three 6 Mafia                    | 4:32  |
| 12 | They Don't Like That                   |               |                                  | 8:34  |

## Clips
- Lean With It, Rock With It
- I Think They Like Me (feat. Jermaine Dupri, Da Brat & Bow Wow)
- Ridin' Rims